# TI-klass supertanker

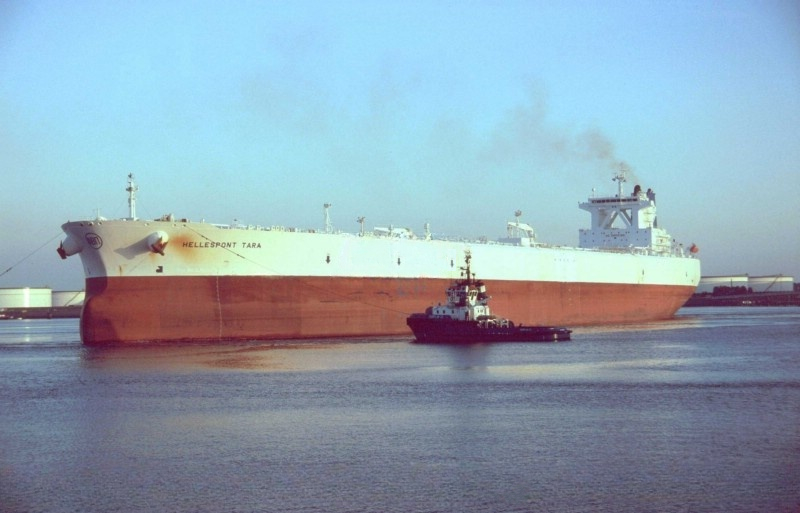
En av de fyra systerfartygen i TI-klass, SA Europe, bild från 2002 då fartyget hette Hellespont Tara

TI-klass inom supertankers, ibland kallat Hellespont-Allhambra-klass, är en fartygstyp som innefattar fyra systerfartyg som 2004 hade namnen TI Asia, TI Africa, TI Europe och TI Oceania. Förkortningen TI syftar på tankerfartygs-operatören Tankers International som handhar fartyg av typen ULCC - Ultra Large Crude Carrier. När fartygen byggdes mellan 2002 och 2003 hade denna typ av stora tankerfartyg inte byggts på 25 år och är nu världens största tankerfartyg i drift.. 
Enbart kranfartyget Pioneering Spirit är större om man ser till deplacement, dödvikt och dräktighet och kontainerfartyg av typen Mærsk Triple E-klass som har en högre lastvolym inklusive containrar över däck. Tidigare var supertankern Seawise Giant sjösatt 1981 störst men skrotades 2010.
Fartygen är för breda för nya Panamakanalen och kan inte gå genom Suezkanalen om det är lastat. Fartygens längd är 380 meter, bredd 68 meter och har ett djupgående på 24,5 meter. Tonnage: 234 006 GT, 162 477 NT, 441 893 DWT. Maskin: En HSD-Sulzer 9RTA84T-D på 50 220 hk (37 450 kW). Marschfart: 16,5 knop (30,6 km/h) lastad. Byggnadsvarv: Daewoo Shipbuilding & Marine Engineering  i Aju-dong i staden Geoje i södra Sydkorea.
Under 2009 och 2010 byggdes TI Africa och TI Asia om till FSO, Floating Storage and Offloading och 2017 blev TI Europa detsamma och 2019 var det tid för FSO-ombyggnad av TI Oceania. Sedan ombyggnaden till FSO kan fartygen Asia och Africa lagra 2,8 miljoner oljefat.

## Fartyg

### FSO Asia
Levererad mars 2002. Nuvarande namn sedan november 2009 då det byggdes som FSO och placerades utanför Qatar i Persiska Golfen vid Al Shaheen Oil Field. Ägare: TI Asia Ltd (Euronav). Tidigare namn Hellespont Alhambra (2002-2004), TI Asia (2004-2009). I aktiv tjänst. IMO-nummer 9224752. Flagg: Marshallöarna

### FSO Africa
Levererad juni 2002. Nuvarande namn sedan 2010 då det byggdes som FSO och placerades utanför Qatar i Persiska Golfen vid Al Shaheen Oil Field. Ägare: TI Africa Ltd (Euronav). Tidigare namn Hellespont Metropolis (2002-2004), TI Africa (2004-2010). I aktiv tjänst. IMO-nummer 9224764. Flagg: Marshallöarna

### SA Europe
Levererad november 2002. Nuvarande namn sedan 2022. Chartrad av Statoil 2017 och byggdes som FSO. Placerades maj 2020 utanför hamnen Kuala Sungai Linggi vid Malackasundet i Malaysia. Senare placerad nära Singapore. Ägare: VE Marine Services 2022, senare Minsheng Qihao (Tianjin) Shipping Leasing Co Ltd.  Tidigare namn Hellespont Tara (2002-2004), TI Europe (2004-2017), Europe (2017-2022). I aktiv tjänst. IMO-nummer 9235268. Flagg: Liberia

### SA Oceania
Levererad april 2003. Nuvarande namn sedan 2024, byggdes om till FSO 2019 och placerades utanför hamnen Kuala Sungai Linggi vid Malackasundet i Malaysia. Sedd 2024 nära Singapore. Ägare: Minsheng Qian (Tianjin) Shipping Leasing Co Ltd. Tidigare namn Hellespont Fairfax (2003-2004), TI Oceania, Lynn, Overseas Laura (2004-2019), Oceania (2020-2023). I aktiv tjänst. IMO-nummer 9246633. Flagg: Liberia